# Micromacromia
Micromacromia es un género de libélulas perteneciente a la familia Libellulidae.
El género contiene las especies siguientes: 
- Micromacromia camerunica Karsch, 1890 - en África central[2]
- Micromacromia flava (Longfield, 1947), en Angola[3]
- Micromacromia miraculosa (Förster, 1906), en Tanzania[4]
- Micromacromia zygoptera (Ris, 1909) - en África occidental[5]